# TONSL
TONSL‏ (Tonsoku like, DNA repair protein) هوَ بروتين يُشَفر بواسطة جين TONSL في الإنسان.